# Mór Kóczán
Mór Kóczán (ur. 8 stycznia 1885 w Kocs, zm. 30 lipca 1972 w Göd) – węgierski lekkoatleta, który specjalizował się w rzucie oszczepem.
Trzykrotny uczestnik igrzysk olimpijskich - Londyn 1908, Sztokholm 1912 oraz Paryż 1924. W Londynie wystartował w konkursie pchnięcia kulą, rzutu dyskiem oraz rzutu oszczepem jednak nie odniósł sukcesów. Cztery lata później, w Sztokholmie, w dysku był 33. i zdobył brązowy medal w rzucie oszczepem. W roku 1924 w barwach Czechosłowacji zajął 23. miejsce w rywalizacji oszczepników. Rekord życiowy: rzut oszczepem - 59,71 (1914).